# 陽光海岸 (澳大利亞)
陽光海岸（Sunshine Coast）乃位於澳大利亚昆士兰州中南部、位居府城布里斯本以北、為一座國際渡假城市，人口398,840（2021年）；2008年，為了區域綜合發展，昆士蘭州政府將陽光海岸一帶的數個郡（Shire）整合而成立陽光海岸區政府（Sunshine Coast Regional Council）。
與聞名國際的黃金海岸所不同的，是陽光海岸多吸引以中短期休閒活動為目的之國內外遊客。他們在一星期至數月的假期中，不以尋求刺激或新奇為重點，而視此為一個放鬆心情悠遊的好去處，本地的觀光型態與黃金海岸遂有顯著的區別。
國立的陽光海岸大學（University of Sunshine Coast）設址於此。

## 经济
在过去15年中，阳光海岸经济的增长速度超过了澳大利亚的大多数地区。  

### 旅游
阳光海岸是旅游中心，每年吸引超过320万游客。 有重要的景点，如澳大利亚动物园等。
这里有阳光海岸机场，游客也可选择从南部100公里处的布里斯班机场。

## 姐妹城市
- 中华人民共和国厦門市